# چهارداغ‌لار پایین
چهارداغ‌لار پایین (به لاتین: Aşağı Çardaqlar) یک منطقه مسکونی در جمهوری آذربایجان است که در شهرستان زاقاتالا واقع شده است. چهارداغ‌لار پایین ۱۰۴۵ نفر جمعیت دارد.